# Marijke Van Hemeldonck
Marijke Van Hemeldonck (ur. 23 grudnia 1931 w Hove) – belgijska polityk, członkini Partii Socjalistycznej (be. Parti socialiste). Posłanka do Parlamentu Europejskiego II i III kadencji, członkini Grupy Socjalistów. Frakcja ta w 1993 r. zmieniła nazwę na: „Partia Europejskich Socjaldemokratów”.

## Życiorys
W latach 1979-84 M. Hameldonck jako eurodeputowana zasiadała w komisji ds. Rolnictwa. Od 1983 do 1984 była członkinią delegacji ds. stosunków z państwami ASEAN i Międzyparlamentarnej Organizacji ASEAN (AIPO), następnie zasiadała w Komisji ds. Rolnictwa, Rybołówstwa i Rozwoju Wsi (1984-92). W latach 1992–1994 była członkinią Podkomisji ds. Bezpieczeństwa i Rozbrojenia, Komisji ds. Zagranicznych i Bezpieczeństwa oraz Delegacji ds. stosunków z republikami wchodzącymi w skład Wspólnoty Niepodległych Państw (WNP).
Aktywna w działaniach na rzecz praw kobiet, sprzeciwiała się dyskryminowaniu kobiet w pracy, popierała również prawo do antykoncepcji i aborcji.